# Lecane pusilla
Lecane pusilla är en hjuldjursart som beskrevs av Harry K. Harring 1914. Lecane pusilla ingår i släktet Lecane och familjen Lecanidae. Inga underarter finns listade i Catalogue of Life.